# Фицалан, Хамфри, 15-й граф Арундел
Хамфри Фицалан (англ. Humphrey FitzAlan; 30 января 1429, Арундел, Сассекс, Королевство Англия — 24 апреля 1438) — английский аристократ, 15-й граф Арундел, 15-й барон Арундел, 5-й барон Мальтраверс, герцог Туренский во Франции с 1435 года. Единственный сын Джона Фицалана, 14-го графа Арундела, и его жены Мод Ловел. Унаследовал отцовские владения и титулы в возрасте шести лет. Спустя всего три года Хамфри умер, так что титул герцога Туренского больше не использовался, а остальное семейное достояние перешло к младшей ветви рода.